# Mansudae Changjaksa
Mansudae Changjaksa, conegut també pel nom en anglès Mansudae Art Studio, és un estudi d'art situat al districte de Pyeongcheon, Pyongyang, Corea del Nord. Va ser fundat el 1959, i és un dels centres de producció d'art més grans del món, amb una superfície de més de 120.000 metres quadrats. L'estudi ocupa unes 4.000 persones, 1.000 de les quals són artistes escollits de les millors acadèmies de Corea del Nord. La majoria dels seus artistes són graduats a la Universitat de Pyongyang. L'estudi consta de 13 grups, inclosos els de xilografia, dibuixos al carbó, ceràmica, brodats i pintura de joies, entre d'altres. L'estudi ha produït molts dels monuments més importants de Corea del Nord, com el Monument a la Fundació del Partit dels Treballadors de Corea, l'estàtua de Chollima i el Gran Monument de Mansu Hill. La divisió comercial estrangera es coneix com el Grup de Companyies Mansudae Overseas Project, que des del 2014 ha creat monuments per a 18 països africans i asiàtics. Totes les imatges de la família Kim són produïdes per Mansudae Art Studio. Abans de morir, el Mansudae Art Studio estava sota la direcció de Kim Jong-il. Des del 2009, l'estudi també té el seu propi espai a Beijing, Xina, conegut com el Museu d'Art Mansudae.
L'estudi està format per uns 4.000 treballadors, 1.000 dels quals són artistes amb franges d'edat entre els vint i els seixanta i escaig anys, seleccionats de les millors acadèmies del país, especialment de la Universitat de Pyongyang. L'estudi ocupa més de 120.000 metres quadrats, 80.000 dels quals estan tancats. L'estudi, amb distribució semblant a un campus, inclou un estadi de futbol, sauna, clínica mèdica, fàbrica de paper, guarderia i fins i tot una botiga de regals. L'estudi és una destinació aprovada per l'estat per a turistes estrangers i la botiga de regals ha permés als turistes comprar art nord-coreà durant anys, ja que la venda d'obres d'art és un dels mitjans més fàcils de guanyar moneda estrangera per a l'estat de Corea del Nord. L'estudi està format per tretze grups que fabriquen diferents tipus d'obres d'art (que van des de pintures a l'oli fins a estàtues de ceràmica i bronze), plantes de fabricació i més de 50 departaments de subministrament que produeixen i proven materials d'art com la pintura. Segons el lloc web oficial de l'estudi, no és una escola o una fàbrica en cadena, sinó un centre de producció d'alta qualitat que dona feina a més de la meitat dels artistes del país que han rebut els dos premis artístics més alts disponibles a Corea del Nord. El gerent del lloc web de l'estudi, Pier Luigi Cecioni, també ha afirmat que el Mansudae Art Studio rep beneficis directament de les vendes del lloc web, ja que té autonomia econòmica. Mansudae Art Studio compta amb un equip esportiu als Jocs de Funcionaris del Premi Paektusan.

## Història
Mansudae Art Studio es va establir a Pyongyang, la capital de la República Popular Democràtica de Corea, el 17 de novembre de 1959, sis anys després del final de la guerra de Corea. Abans de la seua mort el 2011, l'estudi funcionava sota la "guia especial" de Kim Jong-il.

## Internacionalització

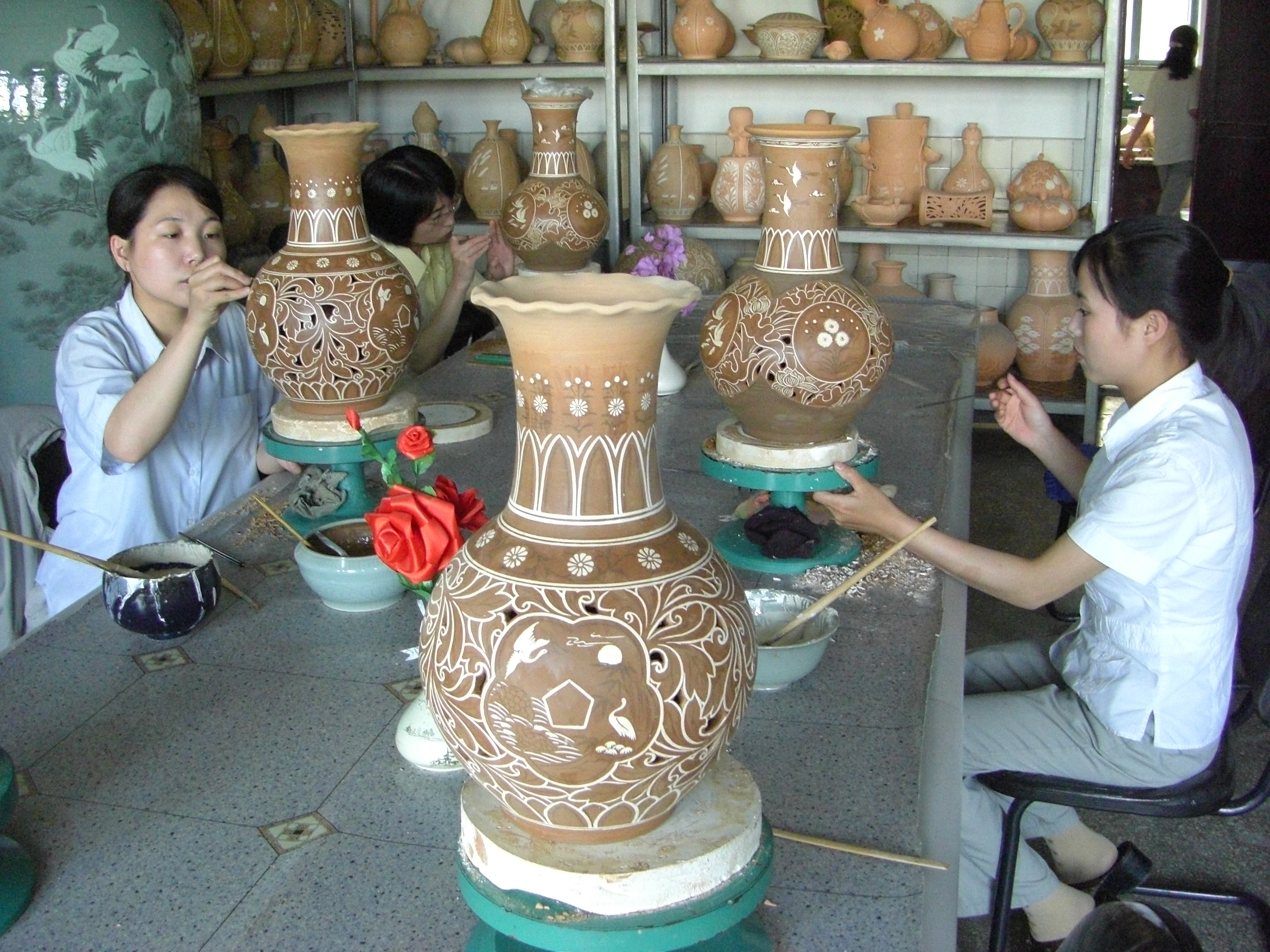
Artistes treballen la ceràmica a Mansudae.

La filiació del Mansudae amb Itàlia comença el 2005 amb Pier Luigi Cecioni, qui com a president d'una orquestra a Florència, Itàlia, va entrar en contacte amb l'estudi. L'orquestra de Cecioni va ser convidada a actuar al Spring Friendship Festival celebrat a Pyongyang. Allà, Cecioni va preguntar si Corea del Nord tenia alguna galeria o centre d'art que visitar, i va ser traslladat a Mansudae Art Studio, que en aquell moment era poc conegut fora de Corea del Nord. Cecioni es va oferir per ajudar a externalitzar l'estudi a Occident, i el gener del 2006 va tornar a Pyongyang amb el seu germà, artista, director de l'Acadèmia de Belles Arts de Florència i director d'un centre d'exposicions a la Toscana. Els germans Cecioni van seleccionar diverses obres de Mansudae per portar-les a Europa, i van signar un acord d'exclusivitat, que establia Pier Luigi Cecioni com a enllaç entre Mansudae i Occident. Una disposició d'aquest acord era que Cecioni organitzaria exposicions d'obres d'art de Mansudae en Occident.
Al mateix temps que es va organitzar la primera d'aquestes exposicions, Cecioni va començar a construir el lloc web oficial del Mansudae Art Studio. Cecioni facilita les vendes internacionals de petites obres d'art de l'estudi, com ara quadres, a través d'aquest lloc web, que ofereix una breu història de l'estudi, informació sobre exposicions de Mansudae fora de Corea del Nord, un directori d'artistes de Mansudae i llistats de pintures. a la venda.

## Museu d'art

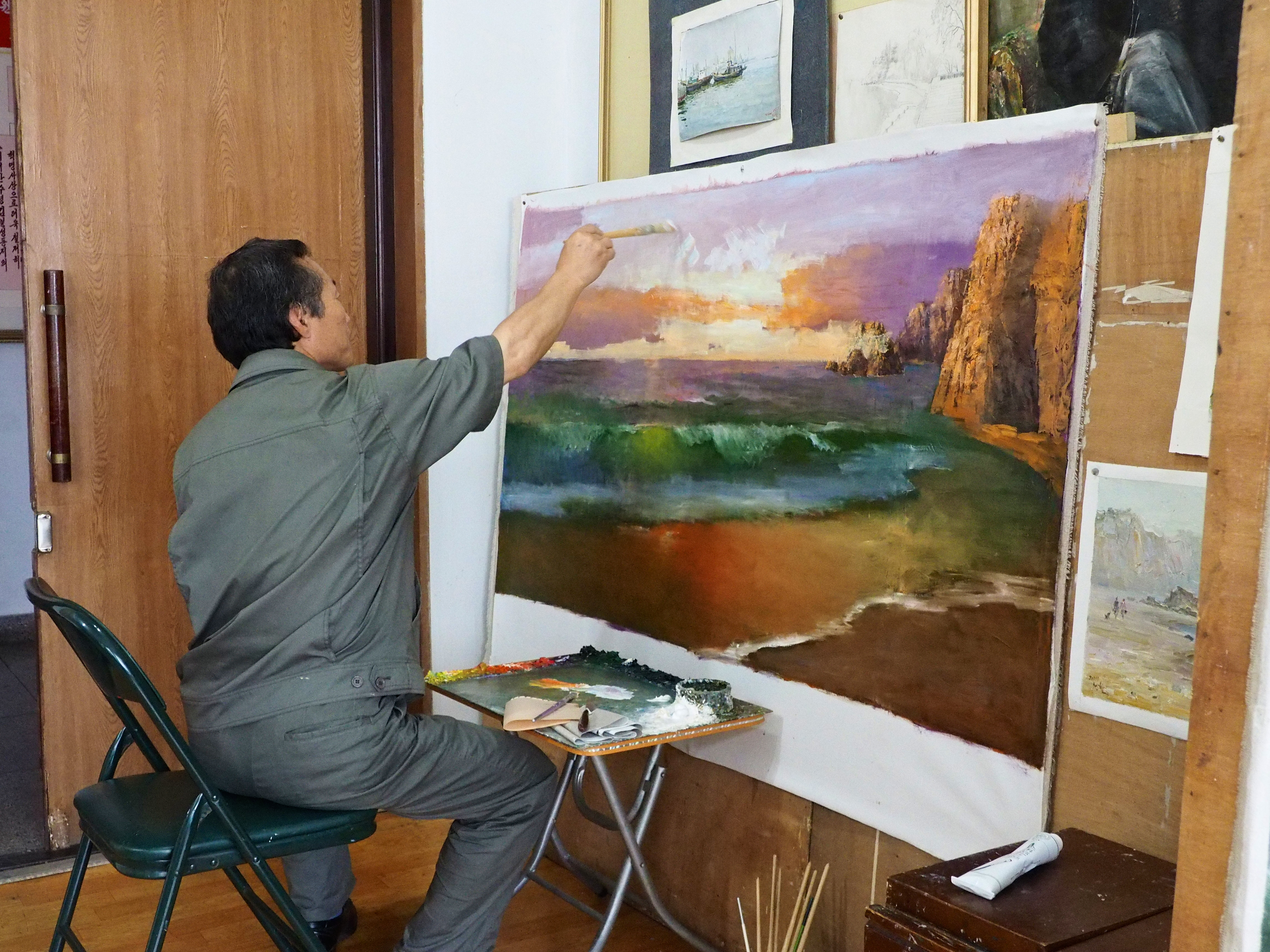
Un artista pintant a Mansudae Art Studio

El 2009, es va donar a conèixer la presència de Mansudae Art Studio a la 798 Art Zone de Pequín, Xina. L'estudi té el seu propi espai al 798 anomenat Mansudae Art Museum, tot i que, a diferència de la majoria de museus, moltes de les obres de la col·lecció es poden vendre i són comparables a les pintures disponibles al lloc web de Mansudae. El museu ven quadres, estàtues i pòsters socialistes-realistes originals i reproduits, així com segells i postals. El museu va ser la primera galeria d'art nord-coreana a l'estranger i és una destinació turística aprovada per Corea del Nord. L'entrada del museu està marcada per una versió més petita de l'estàtua de Chollima de Pyongyang, situada damunt d'un pedestal beix de més de sis metres d'alçada.

## Exposicions i productes

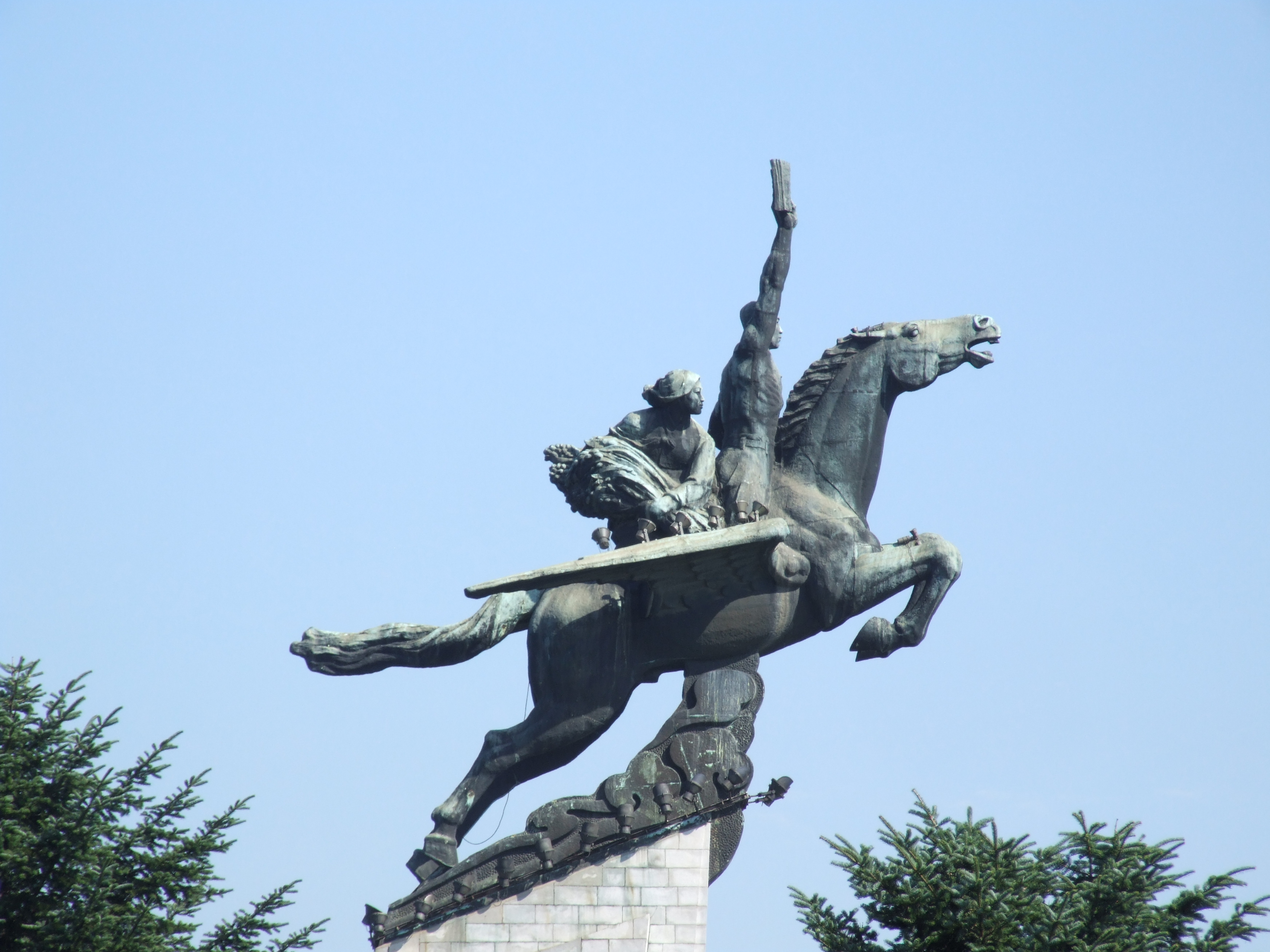
Estàtua de Chollima al peu del turó de Mansu

Mansudae va fer la primera exposició a l'estranger a Londres, el juliol i l'agost del 2007.
Mansudae produeix moltes pintures, incloses totes les imatges públiques de Kim Jong-un, Kim Jong-il i Kim Il-sung, així com una sèrie de 10 quadres que representen la victòria de Corea del Nord per 1-0 sobre Itàlia durant la primera ronda dels Mundials de 1966.
Mansudae Art Studio ha creat estàtues i escultures presents a tot el país, amb tres de les obres més importants i famoses: l'estàtua de Chollima, el Monument a la Fundació del Partit dels Treballadors de Corea i les estàtues de bronze de Kim Il-sung i Kim Jong-il al Gran Monument del Mansu Hill. Els monuments són destinacions turístiques habituals i les estàtues dels difunts Kims es troben a la majoria d'itineraris de viatge de Corea del Nord.
Mansudae té una divisió internacional, el Mansudae Overseas Project Group, que es va crear als anys setanta. La divisió és una pròspera empresa multimilionària que ha creat monuments, museus, estadis i palaus per a diversos països, tots ells a Àsia o Àfrica. Els artistes nord-coreans estan especialitzats en estàtues de líders polítics i grans obres monumentals.
El 2004, Klaus Klemp, subdirector del Museu d'Art Aplicat de Frankfurt, va descobrir i va quedar impressionat per l'artesania de Mansudae. Klemp va convèncer als funcionaris de Frankfurt perquè contractessen l'estudi per a reconstuir una font art nouveau del 1910 que s'havia derretit pel seu metall durant la Segona Guerra Mundial, i de la qual havien desaparegut els plànols originals. La font, que és l'únic treball de Mansudae per a un país occidental, es va reconstruir a partir de fotografies.
Mansudae també són els responsables del Monument a la Renaixença Africana, al Senegal. Creat el 2010, fa 50 metres d'alçaria, i és alt que l'Estàtua de la Llibertat i el Crist Redemptor de Rio de Janeiro. El monument representa una família africana amb tres membres en posat socialista-realista i el tors nu.